# Simona Păucă
Simona Păucă (Azuga, 19 settembre 1969) è un'ex ginnasta rumena.

## Palmarès

### Giochi olimpici
- 3 medaglie:
  - 2 ori (Los Angeles 1984 nella trave e nel concorso a squadre)
  - 1 bronzo (Los Angeles 1984 nell'all-around)